# Калібрування векторного потенціалу
Калібрува́ння ве́кторного потенціа́лу — накладення додаткових умов, що дозволяють однозначно обчислити векторний потенціал електромагнітного поля ({\displaystyle \mathbf {A} }) під час розв'язування тих чи інших фізичних задач. Накладені умови є штучними і покликані спростити математичні перетворення. Найбільшого поширення набули калібрування Кулона та калібрування Лоренца, але існують і застосовуються й інші калібрування.

## Можливість та сенс калібрування
При введенні векторного ({\displaystyle \mathbf {A} }) та скалярного ({\displaystyle \varphi }) потенціалів електромагнітного поля виникає неоднозначність, що не створює жодних проблем фундаментального плану, але потребує вирішення для проведення розрахунків у конкретних задачах. А саме, перетворення
{\displaystyle \mathbf {A} \rightarrow \mathbf {A} +\nabla \psi },
{\displaystyle \varphi \rightarrow \varphi -{\frac {\partial \psi }{\partial t}}},
де {\displaystyle \psi =\psi ({\vec {r}},t)} — довільна скалярна функція координат ({\displaystyle {\vec {r}}}) та часу ({\displaystyle t}), не змінюють вигляду рівнянь Максвелла, отже, допустимі з погляду фізики. Необхідно зупинитися на якомусь виборі цієї функції, причому це можна зробити з міркувань математичної зручності. На практиці фіксують не функцію {\displaystyle \psi } (за попередньо введених потенціалів), а накладають деяку додаткову умову на самі потенціали.

## Приклади калібрувань

### Кулонівське калібрування
Куло́нівське калібрува́ння — вибір векторного потенціалу магнітного поля ({\displaystyle \mathbf {A} }) з додатковою умовою
{\displaystyle \operatorname {div} \,\mathbf {A} =0}
Це калібрування застосовують для розгляду нерелятивістських магнітостатичних задач.

### Калібрування Лоренца
Калібрува́ння Ло́ренца — вибір векторного потенціалу електромагнітного поля з умовою
{\displaystyle \operatorname {div} \,\mathbf {A} +{1 \over c^{2}}{\partial \mathbf {\varphi }  \over \partial t}=0}, де {\displaystyle \varphi } — електростатичний потенціал.
Це калібрування застосовується для розгляду динамічних задач. Калібрування Лоренца зберігається при перетвореннях Лоренца і в коваріантній формі його можна записати як
{\displaystyle {\partial A_{\mu } \over \partial x_{\mu }}=0}

### Калібрування Ландау
Калібрува́ння Ланда́у — вибір векторного потенціалу магнітного поля у вигляді {\displaystyle {\vec {A}}({\vec {r}})=Bx{\vec {e}}_{y}}, де {\displaystyle B} — магнітна індукція, а {\displaystyle {\vec {e}}_{y}} — орт у напрямку осі {\displaystyle y}.
Використовується для зручності при розв'язуванні рівняння Шредінгера в магнітному полі, оскільки дозволяє розділити змінні в декартовій системі координат і отримати так звані рівні Ландау.

### Симетричне калібрування
Симетри́чне калібрува́ння — вибір векторного потенціалу магнітного поля у вигляді {\displaystyle {\vec {A}}({\vec {r}})={\frac {1}{2}}{\vec {B}}\times {\vec {r}}}, де {\displaystyle {\vec {B}}} — вектор магнітного поля, а {\displaystyle {\vec {r}}} — радіус-вектор.

### Калібрування Лондонів
Калібрува́ння Ло́ндонів — вибір векторного потенціалу магнітного поля так, щоб виконувалась умова
{\displaystyle \operatorname {div} \,{\vec {A}}=0}
{\displaystyle {\vec {A}}\cdot {\vec {n}}=0}, де {\displaystyle {\vec {n}}} — вектор нормалі до поверхні надпровідника.
У цьому калібруванні спрощується запис рівняння Лондонів для лінійної електродинаміки надпровідників.

### Калібрування Вейля
Калібрува́ння Ве́йля — вибір векторного потенціалу магнітного поля так, щоб виконувалась умова
{\displaystyle \varphi =0}
Інша назва — калібрування Гамільтона
{\displaystyle A_{4}=0}

### Калібрування Пуанкаре
Калібрува́ння Пуанкаре́ (мультиполя́рне калібрува́ння) — вибір векторного потенціалу магнітного поля так, щоб виконувалась умова
{\displaystyle \mathbf {r} \cdot \mathbf {A} =0}

### Калібрування Фока — Швінгера
Калібрува́ння Фока — Шві́нгера — вибір векторного потенціалу магнітного поля так, щоб виконувалась умова
{\displaystyle \mathbf {r} \cdot \mathbf {A} +t\cdot \varphi =0} ,
або
{\displaystyle x^{\mu }A_{\mu }=0}

### Калібрування Дірака
{\displaystyle A_{\mu }A^{\mu }=k^{2}}